# フォルクスワーゲン・タロ

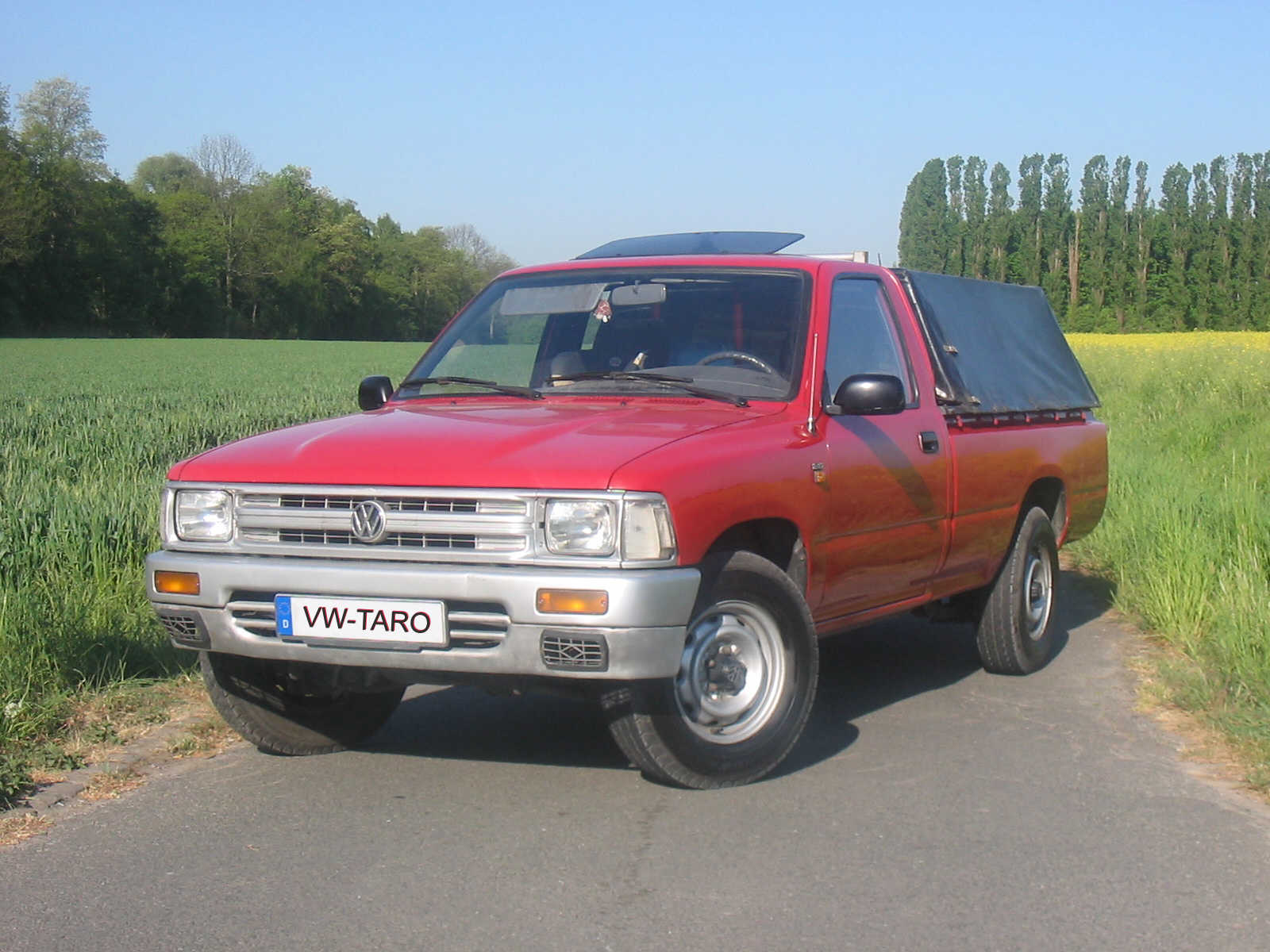
フォルクスワーゲン・タロ

フォルクスワーゲン・タロ（Volkswagen Taro）は、1989年にフォルクスワーゲンとトヨタ自動車との提携によって誕生した車種。「Taro」は日本人の男性名『太郎』に由来する。

## 概要
ピックアップトラックのトヨタ・ハイラックスが相手先ブランドとしてバッジエンジニアリングで供給された車種で、「VW」のエンブレム以外に外観上の差はほとんど無い。フォルクスワーゲンハノーファー工場と日野自動車羽村工場で生産された。
当初は排気量が2400ccの2L型自然吸気ディーゼルエンジンを搭載する後輪駆動仕様で販売され、1994年秋に4輪駆動仕様が追加された。
販売は低調で1996年に販売を終了した。2003年頃もフォルクスワーゲンドイツのウェブサイトに掲載されていた。
現在同社のピックアップトラックは、フォルクスワーゲン・コマーシャル・ヴィークルスが開発して生産するアマロックが販売されている。